# إيران في الألعاب البارالمبية الصيفية 2008
شاركت إيران في الألعاب البارالمبية الصيفية 2008 والتي أقيمت في بكين، الصين، بفريق مكون من 72 رياضي في 9 ألعاب.